# Aspatria
Aspatria är en ort och civil parish i grevskapet Cumbria i England. Orten ligger cirka 20 kilometer nordost om Workington och cirka 29 kilometer sydväst om Carlisle. Tätorten (built-up area) hade 2 454 invånare vid folkräkningen år 2011.